# Your Face or Your Kneecaps

Your Face or Your Kneecaps est le tout premier disque réalisé par le musicien hip-hop RJD2 en 2001. Il s'agit d'une compilation de trente-neuf pistes dont la plupart sont des mix d'enregistrements funk des années 1970 à 1980. Seules les deux dernières pistes ont été produites par RJ spécialement pour ce disque.

## Liste des titres
Les pistes 1 à 37 du Poor Loverboy Megamix font l'objet d'une recherche non encore aboutie par les membres du forum anglais Vinyl Vulture.
| No  | Titre                           | Auteur                     | Durée |
| --- | ------------------------------- | -------------------------- | ----- |
| 1.  | Black Woman + Software Fantasy  | Jim Ingram + Dj me Dj you  | 2:38  |
| 2.  | Tanga Boo Gonk                  | The Nite Liters            | 1:22  |
| 3.  | Alone Again Naturally           | Gilbert O'Sullivan         |       |
|     | Zorro & Fab 5 Freddy            | Wild Style Dialogue        | 0:41  |
| 4.  | Inconnu                         |                            | 0:09  |
| 5.  | Sexy Woman                      | Timmy Thomas               | 0:16  |
| 6.  | Magnificent Sanctuary Band      | Donny Hathaway             |       |
|     | Makin' It Better                | The Barons                 | 1:03  |
| 7.  | St Louis Breakdown              | Oliver Sain                | 0:37  |
| 8.  | I Got The Love You Need         | Hot Ice Company            | 0:43  |
| 9.  | Inconnu                         |                            | 0:41  |
| 10. | Concrete Reservation            | Syl Johnson                | 0:11  |
| 11. | I'll Play The Blues For You     | Albert King                | 0:28  |
| 12. | Cross Eyed Mary                 | Jethro Tull                |       |
|     | Pistol Grip Pump                | Volume 10                  | 1:41  |
| 13. | Sing A Simple Song              | Different Strokes          |       |
|     | Bold Soul Sister                | Ike & Tina Turner          |       |
|     | Sing A Simple Song              | Sly & The Family Stone     |       |
|     | Sing A Simple Song              | Charles Earland            | 1:28  |
| 14. | I've Been Watching You          | Southside Movement         | 1:22  |
| 15. | The Love Of A Woman             | Lighthouse                 | 1:20  |
| 16. | Inconnu                         | RJD2                       |       |
|     | Stoop Rap (from Wild Style OST) | Double Trouble             | 2:23  |
| 17. | Giggin Down 103rd               | Watts 103rd St Rhythm Band | 0:29  |
| 18. | Sweet Inspiration               | King Curtis                |       |
|     | Outside Woman Blues             | Cream                      | 1:50  |
| 19. | Gotta Be Funky                  | Monk Higgins               | 0:21  |
| 20. | Aint No Sunshine                | Eddy Senay                 | 0:31  |
| 21. | Between The Lines               | Charles Whitehead          | 1:10  |
| 22. | Mr. Brown                       | African Music Machine      | 0:31  |
| 23. | Bobby's Mood                    | Soul Tornadoes             | 0:41  |
| 24. | Inconnu                         |                            | 0:48  |
| 25. | I'll Keep My Light In My Window | Ben Vereen                 | 0:10  |
| 26. | Worldwide                       | Allen Toussaint            | 0:31  |
| 27. | Dynamite                        | Steve Colt                 | 1:26  |
| 28. | (I Know) I'm Losing You         | Rare Earth                 | 0:12  |
| 29. | It's Your Thing                 | Toddlin Town Sounds        | 0:29  |
| 30. | Up Above The Rock               | Ray Bryant                 | 0:48  |
| 31. | Get Off The Streets Y'all       | Eric & The Vikings         | 1:14  |
| 32. | Bad                             | Jimmy Castor Bunch         | 1:00  |
| 33. | Inconnu                         |                            | 1:24  |
| 34. | The Drunk                       | James Brown                | 0:36  |
| 35. | Jed Clampett                    | Sisters and Brothers       | 2:09  |
| 36. | Let The Good Times Roll Part II | RJD2                       |       |
|     | Hot Butter 'n All               | Mr. C & Funck Junction     | 3:22  |
| 37. | Let The Good Times Roll Part I  | RJD2                       |       |
|     | Follow The Leader (a cappella)  | Eric B & Rakim             | 2:33  |
| 38. | Rain                            | RJD2                       | 5:41  |
| 39. | Find You Out                    | RJD2                       | 5:02  |